# أخلاقيات الإعلام
أخلاقيات الإعلام هي قسم فرعي من الأخلاقيات التطبيقية التي تتعلق بالمبادئ والمعايير الأخلاقية الخاصة بالإعلام، وتتضمن الإعلام الإذاعي والأفلام والمسرح والفنون والإعلام المطبوع والإنترنت. ويغطي هذا المجال موضوعات مختلفة وجدلية بصورة كبيرة، بداية من صحافة الحروب إلى بينيتون للدعاية الإعلان.

## مجالات أخلاقيات الإعلام

### أخلاقيات الصحافة
إن أخلاقيات الصحافة هي أحد أفرع أخلاقيات الإعلام الأفضل تحديدًا، وخاصة لأنها عادةً ما تدرس في
كليات الصحافة. وتميل الأخلاقيات الصحفية إلى السيطرة على أخلاقيات الإعلام، حتى أنها غالبًا ما تستثني المجالات الأخرى. تتضمن الموضوعات التي تغطيها أخلاقيات الصحافة:
- التلاعب بالأخبار. يمكن التلاعب بالأخبار والتلاعب فيها. قد تحاول المؤسسات والحكومات التلاعب بالإعلام الإخباري؛ وتقوم الحكومات بذلك، على سبيل المثال، عن طريق الرقابة والمؤسسات عن طريق ملكية الأسهم. إن أساليب التلاعب خفية ومتعددة. وقد يحدث التلاعب عمدًا أو عن دون قصد. وهؤلاء الذين يتم التلاعب بهم قد لا يكونون على دراية بما يحدث. انظر: الدعاية الإخبارية.

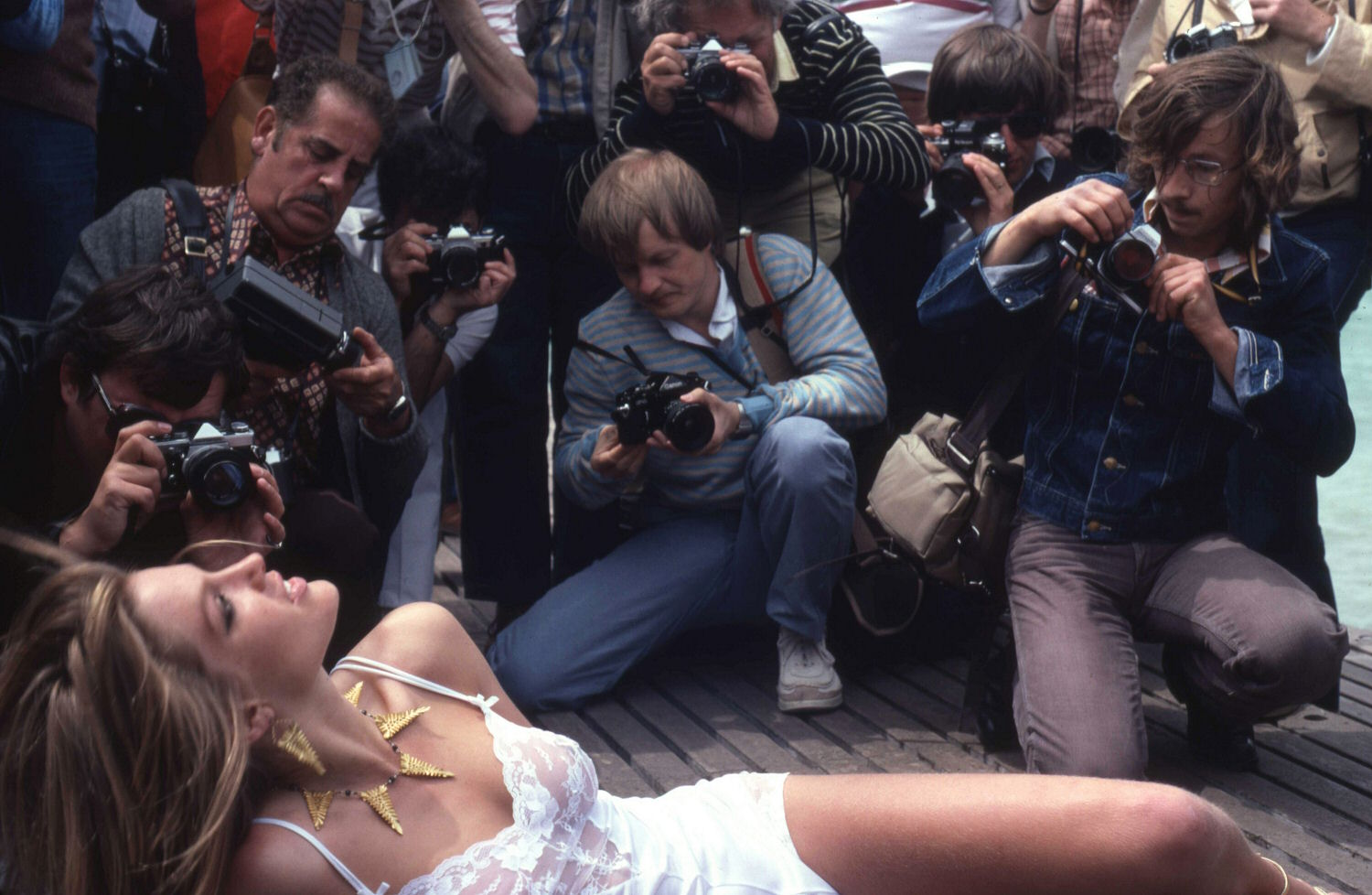
المصورون متجمعين حول ممثلة ناشئة في مهرجان كان السينمائي.

- الحقيقة. قد تتعارض الحقيقة مع القيم الأخرى.
  - المصلحة العامة. إن الكشف عن الأسرار العسكرية والمعلومات الحكومية الأخرى الحساسة قد يكون متعارضًا مع المصلحة العامة، حتى لو كان حقيقًا. ولكن، ليس من السهل تعريف مصطلح المصلحة العامة.
  - الخصوصية. إن التفاصيل الخليعة في حياة الشخصيات العامة تعد عنصرًا في العديد من الوسائط الإعلامية. ولا يعد النشر بالضرورة مبررًا لكون المعلومات حقيقية. تعد الخصوصية أيضًا حقًا من الحقوق والذي يتعارض مع حرية التعبير. انظر: مصورون صحفيون.
  - الخيال. يعد الخيال عنصرًا من عناصر الترفيه وهو من الأهداف المشروعة في المحتوى الإعلامي. وقد تخلط الصحافة أحيانًا بين الخيال والحقيقة مما يتسبب في مشكلات أخلاقية. انظر: ناشونال إنكوايرر، فضيحة جايسون بلاير، الجدل حول صور عدنان الحاج.
  - التذوق الحسي. إن المصورين الصحفيين الذين يغطون الحروب والكوارث عادةً ما يواجهون مواقف قد تمثل صدمة لمشاعر جمهورهم. على سبيل المثال، نادرًا ما يتم عرض البقايا البشرية. وتتلخص القضية الأخلاقية في، إلى أي مدى يجب على المرء المخاطرة بصدم مشاعر جمهوره ليقوم بتقديم الحقيقة الكاملة بصورة صحيحة. انظر الصحافة المصورة.
- التعارض مع القانون. قد تتعارض الأخلاقيات الصحافية مع القانون حول القضايا مثل حماية مصادر الأخبار السرية. وهناك أيضًا السؤال المتعلق بمدى المقبولية الأخلاقية لخرق القانون للحصول على الأخبار. على سبيل المثال، قد يرتكب الصحفيين السريون جرائم مثل التضليل والتعدي على الممتلكات وجرائم وأضرار مشابهة. انظر الصحافة السرية والصحافة الاستقصائية.

### أخلاقيات الإعلام الترفيهي
تتضمن القضايا التي تتعرض لها أخلاقيات الإعلام الترفيهي:
- تصوير العنف والجنس واستخدام الألفاظ النابية. وتشيع المبادئ التوجيهية والتشريعات الخاصة بهذه القضية وتخضع العديد من الوسائط الإعلامية (مثل، الأفلام وألعاب الكمبيوتر) إلى أنظمة تصنيف وأنظمة رقابة بواسطة بعض الوكالات المتخصصة. يمكن الوصول إلى دليل لأنظمة التطبيق العالمية شامل في تصنيفات الأفلام.
- إقحام المنتج. من أساليب التسويق الأخاذة في الشيوع هي إقحام المنتج في وسائل الإعلام الترفيهية. ويتم دفع مبالغ طائلة من الأموال لمنتجي الإعلام الترفيهي ليقوموا بعرض المنتجات ذات العلامات التجارية. وتعد هذه الممارسة جدلية وغير خاضعة للتنظيم في الغالب. المقال التفصيلي: إقحام المنتج.
- الصور النمطية. إن كل من الدعاية والإعلان والإعلام الترفيهي يستخدمان الصور النمطية بكثرة. قد تؤثر الصور النمطية بشكل سلبي على رؤية الأشخاص لأنفسهم أو قد يؤدي استخدامها إلى ترويج سلوكيات غير مرغوب فيها اجتماعيًا. ومن أمثلة موضوعات الجدل الرئيسية التصوير النمطي للرجال والثراء والإثنيات.
- التذوق الحسي والتابو. غالبًا ما يتحدى الإعلام الترفيهي قيمنا الشخصية والثقافية لأغراض ترفيهية وفنية. تتمحور الأخلاق المعيارية عادةً حول القيم الأخلاقية والأنواع التي يجب فرضها وحمايتها. ويتعارض هذان الجانبان في أخلاقيات الإعلام. لأهداف الفن قد تحاول وسائل الإعلام عمدًا الابتعاد عن المعايير الموجودة وصدم الجمهور. ويشكل هذا مشكلات أخلاقية عندما تكون المعايير التي تم الابتعاد عنها مرتبطة بقيم أو التزامات أخلاقية معينة ذات صلة. ولقد مثلت دائمًا مدى مقبولية هذه الفكرة بؤرة للجدل الأخلاقي. انظر: جائزة تيرنر، الفحش، حرية التعبير، الجماليات.

### الإعلام والديمقراطية
تتواجد علاقة خاصة جدًا بين الإعلام والحكومة في الدول الديمقراطية. فعلى الرغم من أن حرية التعبير قد تكون منصوص عليها في الدستور ولها تعريف قانوني محدد ويتم تنفيذها وفقه، فإن ممارسة حرية التعبير بواسطة الصحافيين من الأفراد هو أمرًا يرجع إلى الاختيار الشخصي والأخلاقيات.
تستند الحكومات الديمقراطية الحالية إلى تمثيل المئات للملايين. ويجب تواجد قنوات اتصال فعالة بينهم وبين ناخبيهم وذلك ليكون الممثلون عرضة للمسائلة، وحتى تتميز العمليات الحكومية بالشفافية. اليوم، تتكون هذه القنوات بشكل رئيسي من وسائل الإعلام العامة، لدرجة أنه إذا اختفت حرية الصحافة كذلك ستختفي غالبية المساءلة السياسية.
وفي هذا المجال، يتم دمج أخلاقيات الإعلام بقضايا الحقوق المدنية والسياسة. تتضمن القضايا:
- تقويض المصالح المالية لاستقلالية الإعلام.[2]
- رقابة الحكومة للإعلام لجمع الاستخبارات ضد شعوبها. انظر، قاعدة بيانات المكالمات الهاتفية التي تديرها وكالة الأمن القومي، على سبيل المثال.

انظر: حرية المعلومات، شفافية الإعلام، حق الوصول إلى المعلومات.
L Mera

## سياقات أخلاقيات الإعلام

### أخلاقيات الإعلام واقتصادياته
إن اقتصاديات الإعلام تتلخص في وجود تأثيرات أخلاقية لقضايا مثل: إلغاء الضوابط والقيود الإعلامية وتكثيف ملكية وسائل الإعلام وضوابط هيئة الاتصالات الفيدرالية في الولايات المتحدة واتحادات نقابات العمال] الإعلامية وقضايا العمال والهيئات التشريعية المماثلة عالميًا وإعلام المواطن (تردد إف إم منخفض الطاقة، الإذاعة المجتمعية).

### أخلاقيات الإعلام والمسئولون الحكوميون
لقد أثر الإعلام في الطريقة التي يتصرف بها المسئولون الحكوميون فيما يتعلق بالتطور التكنولوجي. حيث تعرض التغطية التلفزيونية المستمرة للإجراءات التشريعية بما يعني الكشف، بصورة أسرع من أي وقت مضى، عن القرارات غير العادلة في العمليات الحكومية بأكملها. إن الإخبار بالحقيقة هو شيء مهم للغاية في أخلاقيات الإعلام، حيث إن أي إعاقة لإخبار الحقيقة تعتبر خداعًا. وأي مادة يتم عرضها في الوسائل الإعلامية سواء مطبوعة أو فيديو تعتبر أصلية. وعندما يتم كتابة تصريح في مقالة أو عرض مقطع فيديو لأحد المسئولين الحكوميين، فتكون الكلمات «الحقيقية» للمسئول الحكومي نفسه.

### أبعاد تباين الثقافات في أخلاقيات الإعلام
إذا كانت القيم تختلف بين الثقافات، فإن هذه القضية تنشأ عن مدى إمكانية تعديل السلوك في ضوء
القيم الخاصة بثقافات محددة. مثالان عن الجدل الدائر في مجال أخلاقيات الإعلام:
- الرقابة الذاتية لجوجل في الصين.
- جدل الرسوم الكاريكاتورية المسيئة للنبي محمد صلى الله عليه وسلم في صحيفة يولاندس بوستن في الدنمارك، ولاحقًا عالميًا.

## قضايا التعريف في أخلاقيات الإعلام
من الأسئلة النظرية التي تعني بأخلاقيات الإعلام هو مدى كونها مجرد
تقسيم موضوع آخر في مجال الأخلاقيات التطبيقية، يختلف فقط فيما يتعلق بتطبيقات الحالة
ولا يطرح قضايا نظرية خاصة بموضوعه. أقدم تطبيقات الأخلاقيات التطبيقية هي:
أخلاقيات الطب وأخلاقيات الأعمال. هل يمكن لأخلاقيات الإعلام تقديم أي قضايا جديدة بدلاً من
الحالات المثيرة فقط؟

### أوجه التشابه بين أخلاقيات الإعلام والأفرع الأخرى من الأخلاقيات التطبيقية
الخصوصية والصدق هي قضايا يتم تغطيتها بشكل مكثف في الكتابات حول أخلاقيات الطب، وكذلك
مبدأ تفادي الضرر. ولقد تم تغطية المفاضلة بين الأهداف الاقتصادية والقيم الاجتماعية
على نطاق واسع في أخلاقيات الأعمال (وكذلك في أخلاقيات الطب وأخلاقيات البيئة).

### أوجه الاختلاف بين أخلاقيات الإعلام والأفرع الأخرى من الأخلاقيات التطبيقية
تهتم أخلاقيات الأعلام بقضايا حرية التعبير والقيم الجمالية (التذوق الحسي) بشكل رئيسي.
ولكن، هناك بعض القضايا الأخرى التي تميز أخلاقيات الإعلام كفرع من الأخلاقيات التطبيقية في حد ذاته.
من القضايا النظرية الخاصة بأخلاقيات الإعلام هي هوية الراصد والمرصود.
إن الصحافة هي أحد الأوصياء الأساسيين في المجتمعات الديمقراطية على العديد من الحريات والحقوق
والواجبات التي يتم مناقشتها في الأفرع الأخرى من الأخلاقيات التطبيقية. في أخلاقيات الإعلام تأتي الالتزامات الأخلاقية
للأوصياء أنفسهم في المقدمة ويتم التركيز عليها بشدة. من الوصي على الأوصياء؟
ويتم طرح هذا التساؤل في أخلاقيات القانون أيضًا.
من الخصائص الدورية أو ذات المرجعية الذاتية في أخلاقيات الإعلام هي التشكيك
في قيمها نفسها. يمكن أن تصبح قضايا التعريف مطابقة لموضوع أخلاقيات الإعلام.
ويمكن رؤية هذا بوضوح عند التعامل مع عناصر فنية. يعد كلٌ من بينيتون للدعاية والإعلان والمرشحين للحصول على جائزة تيرنر أمثلة على استخدامات الإعلام المشكوك فيه أخلاقيًا والذي يتم فيها مساءلة
القائمين على مسائلتهم.
من خصائص أخلاقيات الإعلام الأخرى هي الطبيعة المتباينة لأهدافها. تنشأ المشكلات الأخلاقية
عندما تتعارض الأهداف. تختلف أهداف استخدام الإعلام بصورة شديدة. عند التعبير عن استخدام الإعلام بأسلوب تبعي،
فإنه قد يكون عرضة لضغوط لزيادة: الأرباح الاقتصادية والقيمة الترفيهية
ومحتوى المعلومات المقدم وإعلاء الحريات الديمقراطية وتطوير الفن والثقافة
والشهرة والغرور.